# ウサギアオイ
ウサギアオイ（学名：Malva parviflora）は一年生あるいは多年生のハーブで、ヨーロッパ原産。北アフリカ、ヨーロッパ、アジア 由来だが、その他にも広範囲に帰化している。
一般的には cheeseweed, cheeseweed mallow, Egyptian mallow, least mallow, little mallow, mallow, marshmallow, small-flowered mallow, small-flowered marshmallow あるいは smallflower mallow などと呼ばれている。和名は牧野富太郎による命名。
傾状または直立性の茎を有し、50センチメートルほどの高さにまで成長する。 葉は5 - 7つの裂片に分かれ、直径 8 - 10センチメートルほどの大きさである。 4 - 6ミリメートルの長さの花弁を有する、小さくて、白色あるいはピンク色の花をつける。ウサギアオイの葉抽出物は抗炎症性、抗酸化作用を持つ。

## 特徴
一年草。草丈は20 - 50センチメートル (cm) で、茎は斜めに立ち上がり有毛または無毛。葉は5 - 7裂して、多数の鈍鋸歯がある。花は白色でわずかに淡紅色を帯び、長さ2 - 3ミリメートル (mm) の短い花柄をつけて葉腋に集まってつく。花弁は5枚で、萼とほぼ同じ長さである。雄蕊は多数で、筒形に合着して、その中に雌蕊がある。萼の外には小包葉が3枚つく。萼は5裂し、萼片の長さは4 - 5 mmで、果実期にはさらに大きくなる。果実は径5 - 7 mmの扁平形で、ほぼ10個の分果に分かれ、熟すとハチの巣状に凹む。分果の背面にあたる縁には角張ったギザギザがつく。
ヨーロッパ原産であるが、日本では1948年（昭和23年）に神奈川県大磯町で、1951年（昭和26年）に静岡県清水市（現：静岡市清水区）で見いだされたものが報告された。